# Beeeeeest
Beeeeeest è la seconda compilation degli High and Mighty Color, pubblicata il 26 novembre 2008.

## Il disco
La tracklist dell'album è stata scelta dai fans con un voto online. L'edizione limitata dell'album contiene una traccia bonus in cui il sestetto chiacchiera semplicemente, e un DVD con i video di Amazing, Flashback, HOT LIMIT e Remember, l'ultimo dei quali non era mai stato trasmesso. Il DVD contiene inoltre il concerto completo all'Akasaka Blitz del 18 ottobre 2008, l'ultimo della band con la cantante Mākii, successivamente pubblicato singolarmente come LIVE BEE LOUD 〜THANKS GIVING〜.

## Lista tracce
Testi e musiche degli High and Mighty Color, tranne dove indicato.

### CD
1. OVER 〜Live@Okinawa Music Town〜 – 4:31
2. Ichirin no Hana (一輪の花?) – 3:39
3. DIVE into YOURSELF – 3:46
4. PRIDE – 4:20
5. energy – 5:15
6. "Here I am" – 4:40
7. Oxalis (オキザリス?) – 4:29
8. Remember – 4:39
9. Enrai 〜Tooku ni Aru Akari〜 (遠雷 〜遠くにある明かり〜?) – 4:23
10. NOTICE – 4:10
11. Hummingbird (ハミングバード?) – 4:24
12. Amazing (Mākii, Yūsuke, SASSY) – 3:46
13. Mirror (ミラー?) (Yūsuke, Mackaz) – 3:48
14. for Dear... – 4:19
15. TOXIC – 4:15

#### Bonus tracks
1. (Zatsudan) (（雑談）?) – 10:25

### DVD
1. LIVE BEE LOUD giving to you 〜Akasaka Blitz 18.10.2008〜 (LIVE BEE LOUD GIVING TO YOU 〜@赤坂BLITZ 2008.10.18〜?)
  1. OPENING – 1:50
  2. OVER – 4:43
  3. for Dear... – 4:25
  4. "Here I am" – 5:08
  5. Mirror (ミラー?) (Yūsuke, Mackaz) – 3:51
  6. Enrai 〜Tooku ni Aru Akari〜 (遠雷 〜遠くにある明かり〜?) – 4:22
  7. NOTICE – 10:15
  8. a shape of love – 3:47
  9. Garden of My Heart (ガーデン オブ MY ハート?) – 3:21
  10. Meki Meki (メキメキ?) (Yūsuke) – 4:37
  11. Hot Limit (Takanori Nishikawa, High and Mighty Color) – 4:51
  12. Tegami (手紙?) (Yūsuke, SASSY) – 6:14
  13. Haitoku no Jōnetsu (背徳の情熱?) – 5:05
  14. Suiren/G∞VER (睡蓮／G∞VER?) – 7:41
  15. energy – 5:19
  16. Remember – 4:39
  17. change – 6:51
  18. DIVE into YOURSELF – 5:10
  19. Ichirin no Hana (一輪の花?) – 5:13
  20. ENCORE 1: RUN☆RUN☆RUN – 16:26
  21. ENCORE 2: Hana Fubuki (ENCORE 2 花ふぶき?) – 6:03
  22. ENCORE 3: PRIDE – 6:06
  23. ENDING – 3:18
2. Amazing (Mākii, Yūsuke, SASSY)
3. Flashback (フラッシュバック?) (Mākii, Yūsuke, MEG)
4. HOT LIMIT (Takanori Nishikawa, High and Mighty Color)
5. Remember

## Formazione
- Mākii – voce; parlato in (Zatsudan)
- Yūsuke – voce; parlato in (Zatsudan)
- Kazuto – chitarra solista; chitarra ritmica in PRIDE; cori in OVER, Ichirin no Hana, DIVE into YOURSELF, "Here I am" e Mirror; parlato in (Zatsudan)
- MEG – chitarra ritmica; chitarra solista in PRIDE; cori in OVER, Ichirin no Hana, DIVE into YOURSELF, "Here I am" e Mirror; parlato in (Zatsudan)
- Mackaz – basso; parlato in (Zatsudan)
- SASSY – batteria, programmazione; parlato in (Zatsudan)

### Altri musicisti
- Mai Hoshimura – tastiere